# Sukabanjar (Sidomulyo)
Sukabanjar is een bestuurslaag in het regentschap Lampung Selatan van de provincie Lampung, Indonesië. Sukabanjar telt 6260 inwoners (volkstelling 2010).